# José María Sancho Dávila
José Maria Sancho-Dávila y Mendoza, III marqués de Casa Dávila (Lima, 1818 – Lima, 1873) fue un capitalista peruano de la llamada Era del Guano. Fue además alcalde de Lima.

## Biografía
Pertenecía a una opulenta familia de raigambre colonial asentada en Lima. Sus padres fueron el teniente coronel José María Sancho-Dávila y Salazar, II marqués de Casa-Dávila y señor de Valero, y María Andrea de Mendoza Sánchez-Boquete. Esta, tras quedar viuda en 1834, contrajo matrimonio con Manuel Menéndez Gorozabel, quien desenredó y arregló la fortuna de los Sancho-Dávila.
Se casó con Fortunata Nieto Solís (1847-1899), hija del mariscal Domingo Nieto y Márquez.
En 1868, ejerció, al igual que su padre en 1814, la alcaldía de Lima, por ausencia de su titular, el mariscal Antonio Gutiérrez de la Fuente.
Formó parte del grupo de capitalistas peruanos o consignatarios del guano que se opusieron tenazmente a la firma del Contrato Dreyfus, contrato negociado por el gobierno de José Balta con la Casa francesa Dreyfus Hnos (1869) a fin de lograr una venta más provechosa del guano de islas y poner fin al sistema de las consignaciones. Entre esos capitalistas nacionales afectados se hallaban, además, Pedro Candamo, José Vicente Oyague, Denegri Hnos., Enrique Ayulo, Juan Manuel de Goyeneche, Felipe Barreda, José Francisco Canevaro, Emilio Althaus, Juan de Ugarte y Juan Unanue. Todos ellos presentaron ante la Corte Suprema de la República una querella de despojo contra el gobierno, y una demanda de retracto, amparados en una ley que daba preferencia a los nacionales en los contratos de venta del guano. Después de un memorable juicio público, la Corte Suprema falló a favor de los capitalistas nacionales y en contra del gobierno. Pero este prosiguió sus planes y aprobó el contrato Dreyfus.
Entre 1872 y 1873 integró el directorio del Banco del Perú, entidad estrechamente ligada a los consignatarios. Asimismo, fue uno de los fundadores del Club Nacional, establecido en 1855.
| Predecesor: José María de la Puente y Oyague | Alcalde Metropolitano de Lima 1868 | Sucesor: José María de la Puente y Oyague |